# 28784 Deringer
28784 Deringer este un asteroid din centura principală de asteroizi.

## Descriere
28784 Deringer este un asteroid din centura principală de asteroizi. A fost descoperit pe 29 aprilie 2000 la Socorro, New Mexico, în cadrul proiectului LINEAR. Asteroidul prezintă o orbită caracterizată de o semiaxă mare de 2,87 ua, o excentricitate de 0,07 și o înclinație de 3,0° în raport cu ecliptica.